# باول كونلون
باول كونلون (بالإنجليزية: Paul Conlon)‏ هو لاعب كرة قدم بريطاني، ولد في 5 يناير 1978.